# Changement d'état

Noms exclusifs des changements d'état en thermodynamique.

En thermodynamique, un changement d'état est une transition de phase lors du passage d'un état de la matière à un autre état. Les trois principaux états de la matière sont : solide, liquide et gazeux, mais il en existe plusieurs autres, moins courants : plasma, fluide supercritique, mésophase…
Le changement d'état d'un corps pur est provoqué par une modification de sa pression, de sa température et/ou de son volume.
Il est possible de représenter les états et les changements d'état sur un diagramme de phase tridimensionnel (P, V, T) ; en effectuant des projections de ce diagramme sur différents plans, on obtient les diagrammes bidimensionnels (P, T) et (P, V).
Le point triple est un point du diagramme de phase qui correspond à la coexistence de trois états solide, liquide et gazeux d'un corps pur. Il est unique et défini par une température et une pression données.

## Noms des changements d'état

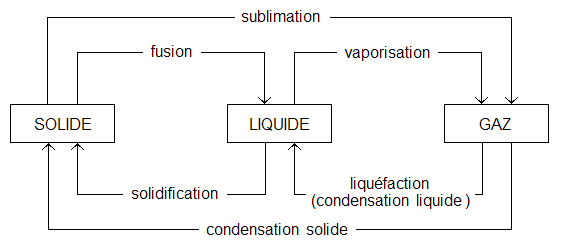
Principaux changements d'état de la matière.

Dans le langage courant un même changement d'état peut être désigné par plusieurs termes :
- de solide à liquide : fusion ;
- de solide à gazeux : sublimation ;
- de liquide à solide : solidification ;
- de liquide à gazeux : vaporisation, qui peut prendre la forme d'une ébullition ou d'une évaporation ;
- de gazeux à solide : condensation solide, déposition ou sublimation inverse ;
- de gazeux à liquide : liquéfaction ou condensation liquide ; le mot "liquide" étant souvent omis par abus de langage ;
- de gazeux à plasma : ionisation ;
- de plasma à gazeux : recombinaison, bien que la transformation du plasma en gaz relève plus de la réaction chimique que du changement d'état, puisque l'état gaz est conservé.

Mais en thermodynamique, un terme spécifique exclusif est attribué à chacune des transitions. Ainsi on dira :
- de gazeux à solide : condensation ;
- de gazeux à liquide : liquéfaction.

## Changements d'état de l'eau

Diagramme de phase de l'eau.

À pression atmosphérique normale (1 013,25 hPa), l'eau pure, distillée, est solide (glace) pour une température inférieure à 0 °C, liquide pour une température comprise entre 0 °C et 100 °C, et à l'état gazeux (vapeur d'eau) pour des températures supérieures.
À une pression plus faible, le changement d'état se produit pour des températures plus basses. Ainsi, l'eau bout à une température inférieure à 100 °C en montagne car la pression diminue avec l'altitude.

## Quelques autres substances
À titre d'exemple, le tableau suivant présente les températures de changement d'état de quelques matières.
| Substance   | Fusion Solidification | Vaporisation Liquéfaction |
| ----------- | --------------------- | ------------------------- |
| Eau pure    | 0 °C                  | 100 °C                    |
| Eau de mer  | −6 °C                 | 106 °C                    |
| Fer         | 1 535 °C              | 2 750 °C                  |
| Éthanol     | −117 °C               | 79 °C                     |
| Dioxygène   | −218 °C               | −183 °C                   |
| Plomb       | 327 °C                | 1 749 °C                  |
| Cyclohexane | 6 °C                  | 81 °C                     |